# Nazionale femminile di pallavolo della Costa Rica
La nazionale di pallavolo femminile della Costa Rica è una squadra nordamericana composta dalle migliori giocatrici di pallavolo della Costa Rica ed è posta sotto l'egida della Federazione pallavolistica della Costa Rica.

## Rosa
Segue la rosa delle giocatrici convocate per il campionato nordamericano 2023.
| N° | Nome               | Ruolo | Data di nascita   | Squadra |
| -- | ------------------ | ----- | ----------------- | ------- |
| 2  | Nicole Salazar     | P     | 18 maggio 2003    | -       |
| 4  | Julissa Rodríguez  | C     | 13 febbraio 2000  | -       |
| 5  | Tamara Espinoza    | S     | 15 gennaio 2000   | -       |
| 7  | Nicole Mata        | S     | 15 giugno 2004    | -       |
| 9  | Ana Victoria Rojas | O     | 15 aprile 2002    | -       |
| 18 | Nhya Barley        | C     | 11 settembre 2006 | -       |
| 19 | Emily Fonseca      | L     | 1º novembre 2005  | -       |
| 20 | Nazareth Mata      | S     | 2 ottobre 2006    | -       |
| 21 | Sheyla Álvarez     | P     | 15 luglio 2006    | -       |
| 22 | Joselyn Moraga     | S     | 12 gennaio 2006   | -       |
| 24 | Joselyn Hernández  | C     | 2 maggio 1995     | -       |
| 25 | Mariana Porras     | C     | 15 settembre 2004 | -       |

## Risultati

### Competizioni FIVB
| 1952 | non qualificata | -            |
| 1956 | non qualificata | -            |
| 1960 | non qualificata | -            |
| 1962 | non qualificata | -            |
| 1967 | non qualificata | -            |
| 1970 | non qualificata | -            |
| 1974 | non qualificata | -            |
| 1978 | non qualificata | -            |
| 1982 | non qualificata | -            |
| 1986 | non qualificata | -            |
| 1990 | non qualificata | -            |
| 1994 | non qualificata | -            |
| 1998 | non qualificata | -            |
| 2002 | non qualificata | -            |
| 2006 | 17º posto       | Convocazioni |
| 2010 | 17º posto       | Convocazioni |
| 2014 | non qualificata | -            |
| 2018 | non qualificata | -            |
| 2022 | non qualificata | -            |

### Competizioni NORCECA
| 1969 | non qualificata | -            |
| 1971 | non qualificata | -            |
| 1973 | non qualificata | -            |
| 1975 | non qualificata | -            |
| 1977 | non qualificata | -            |
| 1979 | non qualificata | -            |
| 1981 | non qualificata | -            |
| 1983 | non qualificata | -            |
| 1985 | non qualificata | -            |
| 1987 | non qualificata | -            |
| 1989 | 7º posto        | Convocazioni |
| 1991 | non qualificata | -            |
| 1993 | non qualificata | -            |
| 1995 | non qualificata | -            |
| 1997 | 7º posto        | Convocazioni |
| 1999 | 7º posto        | Convocazioni |
| 2001 | 5º posto        | Convocazioni |
| 2003 | 6º posto        | Convocazioni |
| 2005 | non qualificata | -            |
| 2007 | 7º posto        | Convocazioni |
| 2009 | 7º posto        | Convocazioni |
| 2011 | 8º posto        | Convocazioni |
| 2013 | 8º posto        | Convocazioni |
| 2015 | 8º posto        | Convocazioni |
| 2017 | 3º posto        | Convocazioni |
| 2019 | 7º posto        | Convocazioni |
| 2021 | 6º posto        | Convocazioni |
| 2023 | 7º posto        | Convocazioni |

| 2022 | 4º posto | Convocazioni |
| 2023 | 2º posto | Convocazioni |
| 2024 | 4º posto | Convocazioni |
| 2025 | 3º posto | Convocazioni |

### Competizioni zonali
| 1955 | non qualificata | -            |
| 1959 | non qualificata | -            |
| 1963 | non qualificata | -            |
| 1967 | non qualificata | -            |
| 1971 | non qualificata | -            |
| 1975 | non qualificata | -            |
| 1979 | non qualificata | -            |
| 1983 | non qualificata | -            |
| 1987 | non qualificata | -            |
| 1991 | non qualificata | -            |
| 1995 | non qualificata | -            |
| 1999 | non qualificata | -            |
| 2003 | non qualificata | -            |
| 2007 | 8º posto        | Convocazioni |
| 2011 | non qualificata | -            |
| 2015 | non qualificata | -            |
| 2019 | non qualificata | -            |
| 2023 | non qualificata | -            |

| 1935 | ?               | -            |
| 1938 | ?               | -            |
| 1946 | non qualificata | -            |
| 1954 | ?               | -            |
| 1959 | non qualificata | -            |
| 1962 | non qualificata | -            |
| 1966 | non qualificata | -            |
| 1970 | non qualificata | -            |
| 1974 | non qualificata | -            |
| 1978 | 7º posto        | Convocazioni |
| 1982 | non qualificata | -            |
| 1986 | non qualificata | -            |
| 1990 | non qualificata | -            |
| 1993 | non qualificata | -            |
| 1998 | 7º posto        | Convocazioni |
| 2002 | 5º posto        | Convocazioni |
| 2006 | 7º posto        | Convocazioni |
| 2010 | 3º posto        | Convocazioni |
| 2014 | 7º posto        | Convocazioni |
| 2018 | 8º posto        | Convocazioni |
| 2023 | 6º posto        | Convocazioni |

| 2002 | non qualificata | -            |
| 2003 | non qualificata | -            |
| 2004 | 9º posto        | Convocazioni |
| 2005 | 11º posto       | Convocazioni |
| 2006 | 11º posto       | Convocazioni |
| 2007 | 8º posto        | Convocazioni |
| 2008 | 9º posto        | Convocazioni |
| 2009 | 8º posto        | Convocazioni |
| 2010 | 11º posto       | Convocazioni |
| 2011 | 11º posto       | Convocazioni |
| 2012 | 9º posto        | Convocazioni |
| 2013 | 11º posto       | Convocazioni |
| 2014 | 10º posto       | Convocazioni |
| 2015 | 11º posto       | Convocazioni |
| 2016 | 12º posto       | Convocazioni |
| 2017 | non qualificata | -            |
| 2018 | 12º posto       | Convocazioni |
| 2019 | non qualificata | -            |
| 2022 | 8º posto        | Convocazioni |
| 2023 | 10º posto       | Convocazioni |
| 2024 | 11º posto       | Convocazioni |
| 2025 | 9º posto        | Convocazioni |